# Münsterberger Turm

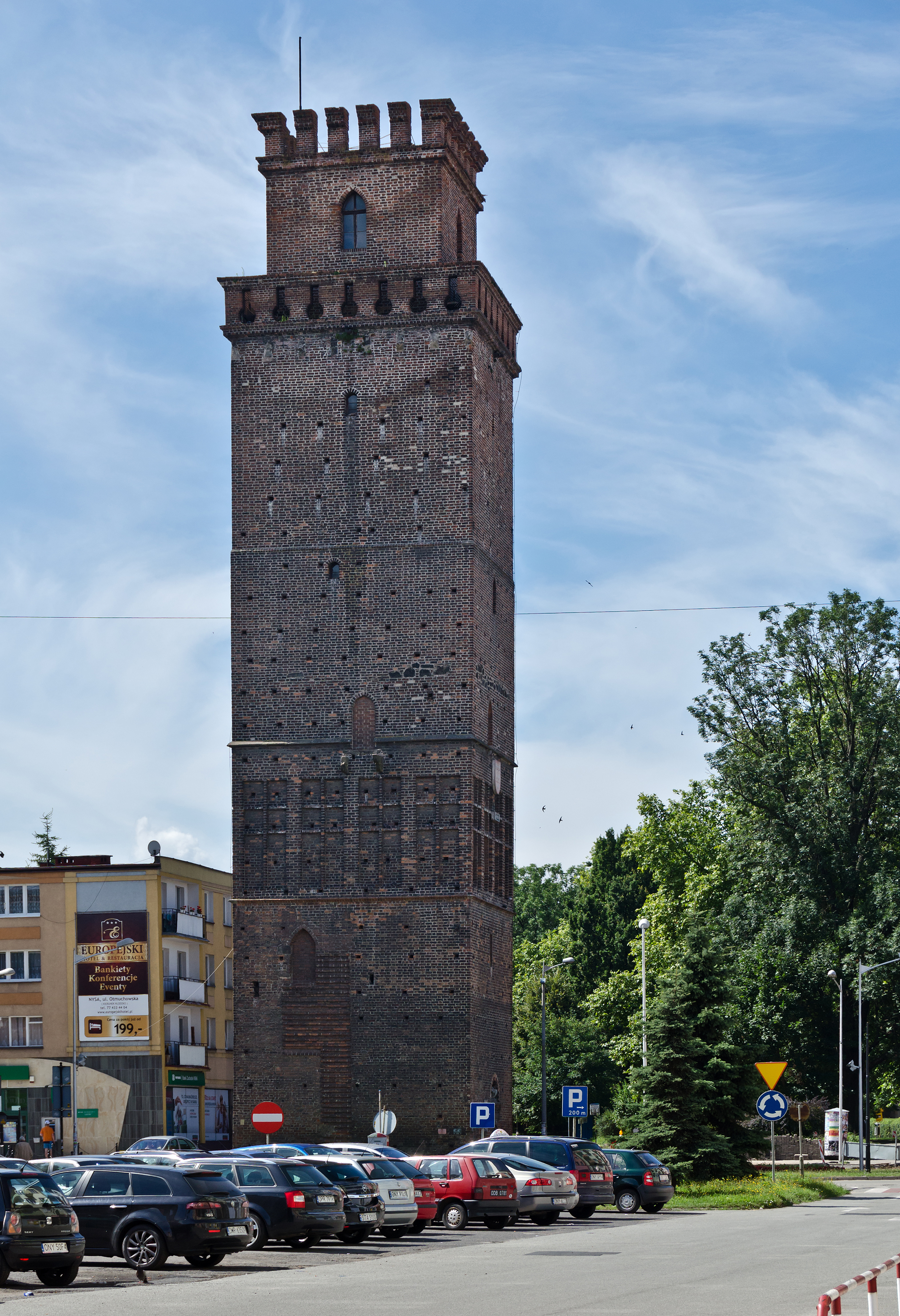
Münsterberger Turm

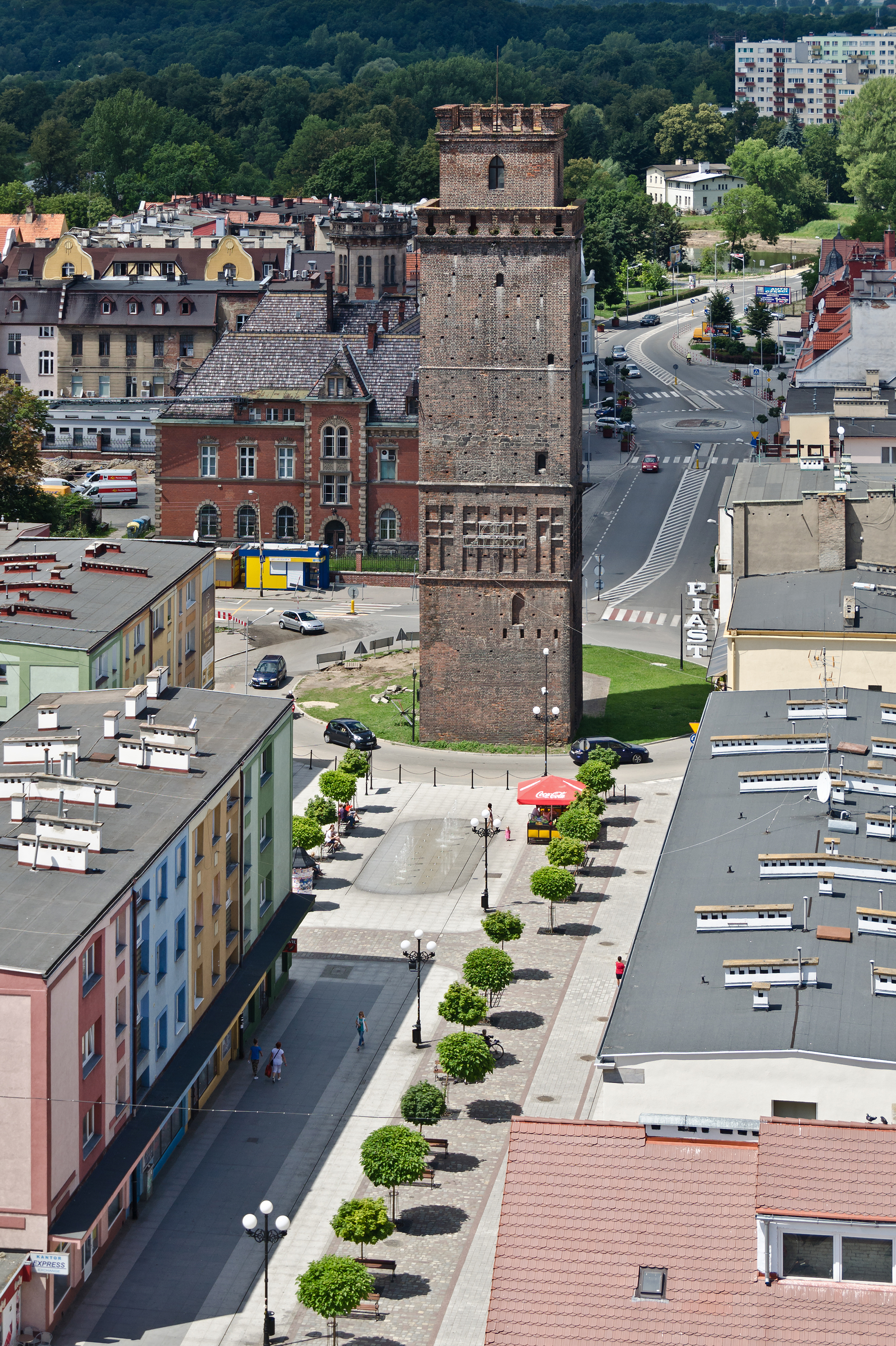
Turm in der Umgebung

Der Münsterberger Turm (polnisch Wieża Ziębicka) in Neisse (polnisch Nysa) ist einer der zwei erhaltenen Türme in den mittelalterlichen Stadtmauern der Stadt Neisse. Der Name leitet sich von der Stadt Münsterberg ab, die rund 40 Kilometer nordwestlich von Nysa liegt.

## Geschichte
Der Münsterberger Turm wurde gleichzeitig mit den Stadtmauern in der Mitte des 14. Jahrhunderts errichtet unter dem Breslauer Bischofs Preczlaw von Pogarell, des Landesherrn des Fürstentums Neisse und Vasallen des böhmischen Königs Johanns von Luxemburg.
Die Befestigungen der Stadt Neisse umfassten ursprünglich vier Türme und 28 Basteien. Sie wurden im 19. und am Anfang des 20. Jahrhunderts niedergerissen, nur zwei Türme und ein Fragment der Stadtmauern am Bischofspalast blieben erhalten. Einst wurde noch eine Außenmauer errichtet, worüber eine Nachricht über den Zwinger zwischen den Wehrmauern aus dem Jahr 1414 berichtet. Heute wurden an Stelle der Befestigung Grünanlagen um die Altstadt angelegt; die zwei erhaltenen Türme stehen inmitten der neuen Bebauung.
Der Münsterberger Turm wurde um 1350 aus Backstein errichtet. Neben den gewöhnlichen Backsteinen wurden auch dunkelrote Tonziegeln verwendet, das Mauerwerk wurde damit dekorativ gestaltet. Im Mauerwerk sind Löcher sichtbar, die der Befestigung von Baugerüsten dienten. Das höchste, zurückgezogene Stockwerk ist mit einem dekorativen Zinnenkranz gekrönt. Die Brüstung der darunterliegenden Terrasse ist mit Schießscharten durchbrochen. Einige Fenster sind spitzbogenförmig, die anderen rechteckig.
Das Gebäude wurde im 16. und 17. Jahrhundert teilweise umgebaut und aufgestockt, im 19. Jahrhundert renoviert. Heute ist es als eine 42 m hohe Aussichtsplattform den Besuchern zugänglich.
Früher war der Eingang nur auf der Höhe des zweiten Stockwerks möglich. Die ebenerdige Tür an der Nordwestseite wurde später durchbrochen. Über ihr befindet sich seit 1922 eine Löwenfigur, die aus der zweiten Hälfte des 16. Jahrhunderts stammt.
Der Turm wurde am 12. September 1955 unter 171/55 in das Verzeichnis der Baudenkmäler der Woiwodschaft Oppeln eingetragen.